# Glos-la-Ferrière
Glos-la-Ferrière település Franciaországban, Orne megyében. Lakosainak száma 507 fő (2018. január 1.). Glos-la-Ferrière Chambord, Juignettes, Couvains, Gauville és Saint-Nicolas-de-Sommaire községekkel határos.

## Népesség
A település népességének változása:
| Lakosok száma | 554  | 525  | 540  | 556  | 567  | 558  | 544  | 537  | 539  | 507  |
|               | 1962 | 1968 | 1975 | 1982 | 1990 | 2008 | 2013 | 2015 | 2017 | 2018 |